# 盧佩·赫南德茲乾洗手傳說
盧佩·赫南德茲乾洗手傳說是涉及美國護士盧佩·赫南德茲（Lupe Hernández）的都市傳說，傳聞1966年還是美國加利福尼亚州贝克斯菲尔德護理學生的她，發明了現今無處不在的乾洗手凝膠。《華盛頓郵報》、美国国家历史博物馆和《洛杉磯時報》試圖透過獨立調查來驗證這一說法，但結果證明是徒勞無功，導致赫南德茲是乾洗手發明者的說法存在爭議。儘管如此，此故事在2020年武漢肺炎疫情肆虐期間「病毒式傳播」，成為既定事實或都市傳說被媒體廣泛報導。

## 故事及調查
盧佩·赫南德茲的說法可能源於記者蘿拉·巴頓（Laura Barton）2012年在《衛報》發表一篇題為〈乾洗手：被凝膠救了？〉（Hand sanitizers: saved by the gel?）的文章，講述了赫南德茲的故事；但在此前，該故事早在貝克斯菲爾德家喻戶曉般流傳。故事內容：護理學生赫南德茲發現，當肥皂和水不易取得時，含有60-65%酒精的凝膠也可當成清潔劑使用。據巴頓的文章，赫南德茲已透過「發明熱線」（Laura Barton）分享了這個想法，且至少嘗試過為該配方申請專利。
媒體隨後嘗試核實該故事或識別赫南德茲的身份，但均未成功。2020年，2019冠狀病毒病疫情肆虐期間人們對衛生的興趣日益濃厚，華盛頓特區美國美国国家历史博物馆的萊美爾森中心（Lemelson Center）也曾投入調查，但最終連赫南德茲的性別也不確定；《衛報》報導稱盧佩是瓜達盧佩（Guadalupe）的縮寫，是一名女性，但隨後其他媒體的一些版本將發明者確定為男性。《華盛頓郵報》研究了該報導，但無法證實此傳說。雖然缺乏可驗證的細節，但這則故事已被多次當成事實發表，包括收錄於護理教科書中。
乾洗手凝膠的真正來源尚不清楚。酒精類洗手液已使用多年，但如果沒有增添稠劑，清潔劑本身並不乾淨且難以使用。根據2020年《浮華世界》雜誌的一篇文章，第一款凝膠消毒劑似乎是由美國Gojo Industries公司在1988年推出，該公司最終以Purell的名稱向消費者銷售此產品。